# Kappa Pyxidis
κ Pyxidis (Kappa Pyxidis, kurz κ Pyx) ist der vierthellste Stern im Sternbild Schiffskompass. Mit einer scheinbaren Helligkeit von 4,58m  erscheint er dem bloßen Auge als schwach orange leuchtender Punkt. Nach Parallaxen-Messungen der Raumsonde Gaia befindet er sich in einer Entfernung von etwa 523 Lichtjahren von der Erde. Der Stern nähert sich dem Sonnensystem mit einer Radialgeschwindigkeit von 45 km/s und dürfte in rund 2,6 Millionen Jahren einen Minimalabstand von etwa 308 Lichtjahren erreichen. Er bewegt sich mit einer Relativgeschwindigkeit von 53,7 km/s zur Sonne durch die Milchstraße, deren Zentrum er auf einem stark elliptischen Orbit mit einer Exzentrizität von 0,68 umkreist.
κ Pyx ist ein Riesenstern der Spektralklasse K4 III. Er hat also schon den Wasserstoffvorrat in seinem Inneren zu Helium verbrannt und ist stark expandiert, sodass sein Durchmesser nunmehr etwa 67 Sonnendurchmesser beträgt. Gleichzeitig kühlte seine Oberflächentemperatur auf momentan circa 3930 Kelvin ab. Nach photometrischen Messungen der Raumsonde Hipparcos ist er ein veränderlicher Stern unbekannten Typs und zeigt dabei geringfügige Helligkeitsschwankungen mit einer Amplitude von 0,0058 Magnituden über eine Periode von 8,5 Tagen. Im Washington Double Star Catalog wird ein optischer Begleiter aufgelistet, der eine scheinbare Helligkeit von nur 10,1m besitzt und im Jahr 1911 am Firmament 2,1 Bogensekunden von κ Pyx entfernt stand. Die beiden Sterne sind aber nicht gravitativ aneinander gebunden; κ Pyx ist also ein Einzelstern.